# Косяков, Денис Геннадьевич
Дени́с Геннадьевич Косяко́в (род. 1 мая 1984, Зеленоград) — российский актёр театра и кино, сценарист, шоураннер, продюсер, телеведущий.

## Биография
Родился 1 мая 1984 года в Зеленограде.
Учился в школе № 1557 Зеленограда.
В 2006 году окончил Театральный институт имени Бориса Щукина (мастерская Юрия Шлыкова). Среди однокурсников — Агния Кузнецова, Валерия Ланская, Леонид Бичевин, Константин Балакирев, Дмитрий Кубасов, Данила Дунаев и другие.
В 2006—2008 годах работал в Московском академическом театре имени Владимира Маяковского.
Наибольшую известность получил благодаря участию в шоу «Смех без правил», «Убойная лига» и телесериале «Любовь на районе».
13 августа 2011 года женился на Елене Фитилёвой.
В 2011 году принял участие в съёмках ролика «Россия против нацизма», посвящённого борьбе против расовой ненависти.
В 2011—2014 годах выступал шоураннером и сценаристом комедийного телесериала «Зайцев+1» (ТНТ).
В марте-ноябре 2012 года был ведущим Лиги чемпионов КВН Московской области.
5 ноября 2012 года впервые стал отцом.
С 3 марта по 4 апреля 2014 года был ведущим шоу «Готов на всё» (телеканал «Ю»).
В 2014 году принял участие в фотовыставке «Я — гражданин мира» на дизайн-заводе FLACON.
В 2016 году стал актёром и креативным продюсером комедийного сериала «Остров» (ТНТ).
27 июля 2017 года был ведущим на свадьбе Никиты Преснякова и Алёны Красновой.

## Семья
Отец Геннадий Косяков — агроном. Мать Ольга Алёшкина — медсестра.
Жена (свадьба 2 июля 2011) — Елена Косякова (урождённая Фитилёва, род. 04.05.1983).
Сыновья Денис, (род. 05.11.2012), Дмитрий (род. 10.07.2017).

## Творческая деятельность

### Театральные работы

#### Дипломные спектакли
- «Вестсайдская история» (по мюзиклу Артура Лорентса, режиссёры Юрий Шлыков и Наталия Санько)
- «Соломенная шляпка» (по водевилю Эжена Лабиша и Марка-Мишеля, режиссёры Михаил Семаков и Рубен Симонов)
- «Театральный роман» (по роману Михаила Афанасьевича Булгакова, режиссёры Юрий Шлыков и Наталия Санько)
- «Дон Хиль — Зелёные штаны» (по пьесе Тирсо де Молина, режиссёр Михаил Борисов)

#### Московский академический театр имени Владимира Маяковского
- «Мёртвые души» (по поэме Николая Васильевича Гоголя, режиссёр Сергей Арцибашев)
- «Ревизор» (по комедии Николая Васильевича Гоголя, режиссёр Сергей Арцибашев)
- «Приключения Красной Шапочки» (по музыкальной сказке Юлия Кима, режиссёр Юрий Иоффе) — Серый волк
- «Чума на оба ваши дома!» (по пьесе Григория Горина, режиссёр Татьяна Ахрамкова) — Бальтазар, слуга Ромео

#### Антрепризные спектакли
- «Любовь Тодзюро» (по пьесе Кикути Кана, режиссёр Александр Гнездилов) — Сэндзю Киринами[12]
- «Подыскиваю жену, недорого!» (по пьесе Сергея Белова, режиссёр Михаил Церишенко) — Игорь

## Фильмография

### Актёр
| Год       |     | Название                                        | Роль                                      |
| --------- | --- | ----------------------------------------------- | ----------------------------------------- |
| 2005      | с   | Солдаты-4                                       | лесник, которого приняли за дезертира     |
| 2007      | с   | Безмолвный свидетель-2 (55-я серия. «Перец»)    | Никита Тушин                              |
| 2007      | ф   | Ностальгия по будущему                          | Борис                                     |
| 2007      | с   | О тебе...                                       | снимался                                  |
| 2008      | ф   | Акме                                            | Димка                                     |
| 2008      | с   | ГИБДД и т. д.                                   | снимался                                  |
| 2008—2010 | с   | Любовь на районе                                | Ваня                                      |
| 2009      | с   | Одна семья                                      | снимался                                  |
| 2009      | с   | Телохранитель-2 (фильм 1. «Сбитый лётчик»)      | Петруха                                   |
| 2010      | с   | Москва. Три вокзала (2-я серия. «Ночная гость») | дембель                                   |
| 2011      | с   | Жить будете! (скетч-шоу)                        | Имя персонажа не указано                  |
| 2011      | ф   | Медовая любовь                                  | Виктор Стужев                             |
| 2012—2014 | с   | Зайцев+1                                        | Игорь, продавец-консультант в «Сотонисте» |
| 2012      | ф   | Пока ночь не разлучит                           | посетитель ресторана                      |
| 2014      | с   | Братские узы                                    | Саша, брат Романа                         |
| 2015      | ф   | Женщины против мужчин                           | Вадим                                     |
| 2015      | ф   | Побег за мечтой (киноальманах)                  | Пётр, врач (новелла «Ненужное кредо»)     |
| 2016      | ф   | Одноклассницы                                   | Вася                                      |
| 2016—2018 | с   | Остров                                          | Герман Подобед                            |
| 2018      | ф   | Женщины против мужчин: Крымские каникулы        | Вадим                                     |
| 2018      | ф   | Отрыв                                           | Денис Селезнёв                            |
| 2019      | ф   | Рейк                                            | соискатель на должность                   |
| 2019      | с   | Туристическая полиция 2                         | стартапер                                 |
| 2019      | кор | Спасибо, коучер!                                | Сергей Лемешев                            |
| 2020      | с   | УдАлёнка                                        | Альберт                                   |
| 2023      | с   | Тайна пропавшей деревни                         | Максим Гуликов                            |
| 2023      | с   | Дурдом                                          | Гриша Козлов-Лебедев                      |
| 2023      | ф   | Бар «МоскваЧики»                                | любовник Карины                           |
| 2024      | с   | Луна и мир                                      | интервьюер                                |
| 2024      | кор | Я съезжаю                                       | сосед                                     |

- «Радар» (2024) — фантастический сериал[13]. По повести А. Мирера «Главный полдень». Режиссёр-постановщик Константин Смирнов.

### Сценарист
- 2011—2014 — Зайцев+1
- 2016—2018 — Остров
- 2018 — Отрыв
- 2019 — Ивановы-Ивановы (4 сезон)
- 2023 — Дурдом

## Телевидение

### Участие в шоу
- 2001 — «12 злобных зрителей» (MTV Россия) — один из приглашенных зрителей
- 2002 — «Тотальное шоу» (MTV Россия) — участие в массовке, получил в подарок диск альбома от Децла
- 2007 — «Смех без правил» (ТНТ) — победитель первого сезона
- 2007 — «Comedy Club» (ТНТ) — участник
- 2007—2010 — «Убойная лига» (ТНТ)
- 2008—2009 — «Убойной ночи» (ТНТ)
- 2010—2010 — «Убойный вечер» (ТНТ)
- 2009 — «Интуиция» (сезон 7, выпуск 7) (ТНТ)
- 2009 — «Слава Богу, ты пришёл!» (сезон 4, выпуск 1) (СТС)
- 2010 — «Мафия» («Муз-ТВ»)
- 2011 — «Comedy Баттл. Турнир» (ТНТ) — бронзовым призёр первого сезона в составе клана «Сутенёров Счастья»
- 2012 — «Comedy Баттл. Турнир-2» (ТНТ) — победитель второго сезона в составе клана «Джокеров»
- 2012 — «Точка Ю» (телеканал «Ю»)
- 2013 — «Анекдоты» (Перец)[14]
- 2013 — «СуперИнтуиция» (сезон 4, выпуск 5) (ТНТ)
- 2013 — «Профе$$ионалы» (СТС) — постоянный участник (шоу показано в феврале 2015 года)
- 2016 — «Подставь, если сможешь» (выпуск 4) (ТНТ)
- 2020 — «Дело было вечером» (сезон 2) (СТС)
- 2020 — «Слабое звено» (Мир)
- 2022 — «Возможно всё!» (Россия 1)

### Участие в рекламе
- Twix
- McDonald’s
- 2013[15] — 2015 — МТС[16][17][18][19][20]
- 2015 — Durex[21]
- 2015 — «Отцовский капитал» бренда Dove Men+Care[22]
- 2017 — ПАО Сбербанк
- 2020 — Pulpy

### Член жюри
- 2012 — «Битва за эфир» («Муз-ТВ»)

### Ведущий
- 2011 — «Ни свет, ни заря» (РЕН ТВ) — ведущий рубрики «120 на 80@.ru»[23]
- 2012 — «Звезда эфира» (телеканал «Комсомольская правда»)[24]
- 2014 — «Готов на всё» (телеканал «Ю»)[25]
- 2014 — «Битва экстрасенсов-15 (2-й выпуск)» (ТНТ) — ведущий испытаний[26]
- 2016 — «Научи жену рулить» (телеканал «Ю»)
- 2017 — «Быть или не быть 2. Чемпионат России по сериалам» (телеканал «ТВ-3»)
- 2017 — «Чернобыль. Зона обсуждения» (телеканал «ТВ-3»)
- 2019 — «Игра в правду» (телеканал «Мир»)

## Признание и награды
- 2007 — Победитель первого сезона шоу «Смех без правил» (ТНТ).
- 2008 — Лауреат премии «ЖЖивой театр» в номинации «Лучший актёрский ансамбль» за роль Сэндзю Киринами в спектакле «Любовь Тодзюро» по пьесе Кикути Кана (режиссёр Александр Гнездилов).
- 2011 — Бронзовый призёр (в составе клана «Сутенёров Счастья») первого сезона шоу «Comedy Баттл. Турнир» (ТНТ).
- 2012 — Победитель (в составе клана «Джокеров») второго сезона шоу «Comedy Баттл. Турнир» (ТНТ).